# Pistagna
La pistagna (dallo spagnolo pestaña, dal portoghese pestana, cioè ciglio) è un pezzo di stoffa imbottita, utilizzata come copertura per il colletto o il bavero. È tipico del pastrano.